# 羅卡將軍市

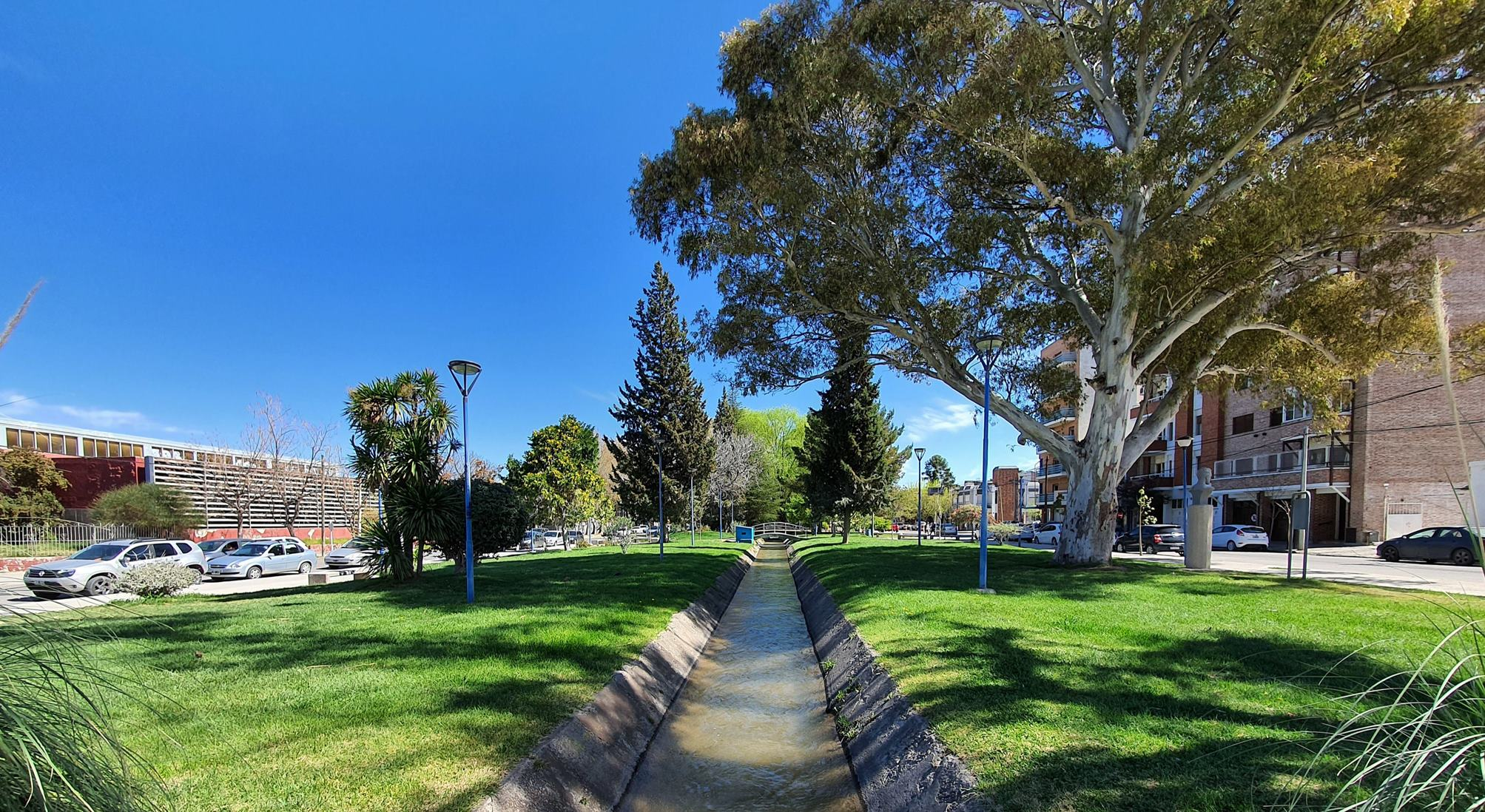
羅卡將軍市

羅卡將軍鎮是阿根廷的城市，位於該國中部，距離首都布宜諾斯艾利斯1,200公里，由內格羅河省負責管轄，海拔高度221米，2001年人口78,275。

## 外部連結
- Municipality of General Roca （页面存档备份，存于） (Spanish)
- General Roca at RocaPortal